# Респлендор
Респлендор (порт. Resplendor) — муниципалитет в Бразилии, входит в штат Минас-Жерайс. Составная часть мезорегиона Вали-ду-Риу-Доси. Входит в экономико-статистический микрорегион Айморес. Население составляет 16 588 человек на 2006 год. Занимает площадь 1072,112 км². Плотность населения — 15,5 чел./км².

## История
Город основан 1 января 1939 года. 

## Статистика
- Валовой внутренний продукт на 2003 год составляет 75 600 367,00 реалов (данные: Бразильский институт географии и статистики).
- Валовой внутренний продукт на душу населения на 2003 год составляет 4509,42 реалов (данные: Бразильский институт географии и статистики).
- Индекс развития человеческого потенциала на 2000 год составляет 0,730 (данные: Программа развития ООН).